# Mount Edith
Mount Edith je hora na hranici Broadwater County a Meagher County, ve střední části státu Montana. S nadmořskou výškou 2 893 metrů je nejvyšší horou pohoří Big Belt Mountains. Mount Edith leží v jižní části pohoří, v národní lese Helena National Forest. Vrchol hory je vzdálený okolo 10 kilometrů severně od U.S. Route 12.